# Pentaphenylarsoran
Pentaphenylarsoran ist eine arsenorganische Verbindung, in der fünf Phenylringe an ein Arsenatom gebunden sind. Es besitzt die abgekürzte Strukturformel AsPh5, wobei Ph für die Phenylgruppe steht.   

## Herstellung
Pentaphenylarsoran kann durch Reaktion von Tetraphenylarsoniumbromid mit Phenyllithium hergestellt werden.

## Eigenschaften
Pentaphenylarsoran kristallisiert im monoklinen Kristallsystem in der Raumgruppe Cc (Raumgruppen-Nr. 9) mit den Gitterparametern a = 10,075 Å; b = 17,412 Å, c = 14,227 Å und β = 111,57 ° sowie 4 Formeleinheiten pro Elementarzelle.

## Reaktionen
Mit Triphenylarsindichlorid reagiert Pentaphenylarsoran zu Tetraphenylarsoniumchlorid. Analog funktioniert die Reaktion mit Triphenylarsindibromid zu Tetraphenylarsoniumbromid.